# 성인아이
성인아이(Adult Children)는 다음과 같이 정의된다.
1. 알코올 중독자의 성인아이(Adult Children of Alcoholics, ACOA) : 부모가 알코올 의존증인 가정에서 자라 성인이 된 사람을 말한다. 성인아이의 유래는 바로 여기에서 나왔다. 이 용어는 미국에서 알코올 의존증 치료와 관련되어 나온 것이다.
2. 역기능가정의 성인아이(Adult Children of Dysfunctional family, ACOD) : 부모로부터의 학대, 가정 불화, 감정 억압 등이 보이는 역기능가정에서 성장하여 삶의 고통을 안고 사는 사람을 말한다. 이러한 환경에서 자라면서 성인이 되어 외상후스트레스장애(PTSD)를 가지게 된 사고방식, 현상, 혹은 그런 사람을 말한다. ACOA로부터 파생된 것이다.

성인아이는 이니셜을 따서 AC라고도 하지만 의학 진단 용어나 병명은 아니다. 성인이 되어도 아이 상태에서 벗어나지 못하는 어른이나, 부모로부터 자립하지 않는 사람을 가리키지만, 원래의 용례와는 다르다. 영어권에서 Adult children은 어른이 된 친족상의 아이를 가리키기도 한다.

## 개요

### 알코올 의존증 치료에 관한 성립
성인아이(Adult children)라는 용어의 기원은 알코올 의존증 부모 밑에서 자라 성인이 된 사람을 의미하는 Adult Children of Alcoholics에서 나온 것으로, 1970년대 미국에서 케이스워커(caseworker)나 알코올 의존증자 사이에서 사용된 특수용어(jargon)였다.
습관적 과음이 병으로 간주되어 치료 대상이 되면서(의료화), 사회복지사(social worker)나 정신과 의사들 사이에서 알코올 의존증 환자의 배우자의 병리성이 알려지게 되어, 음주를 통제하지 못하고 아내에게 의존하는 남편과, 자기가 없으면 상대방은 안 된다면서 음주하는 남편을 돌보는 것으로 존재의의를 확인하는 아내라는 관계성이 알코올 의존증 치료의 본질적 문제라고 생각되었다. 이 문제는 조장자(enabler)와 공알코올의존(co-alcoholic)이라는 용어를 거쳐서 공의존(codependency)이라는 개념으로 자리잡혔고, 알코올 의존증에 민간보험이 적용되는 것으로 환자 범주가 확대되었다.
알코올 의존증 환자의 부모자식과 가족 전체 관계도 주목받아, 알코올 의존증은 임상 경험을 통해 자녀에게도 전파되기 쉽다고 알려지면서, 알코올 문제 가족을 뛰쳐 나와 자란 아이가 알코올 의존증에 걸리거나 알코올 의존증 환자와 결혼한다거나 배우자가 알코올 의존증에 된다거나 하는 등, 공의존•기벽(共依存·嗜癖)에 빠지기 쉬운 이유에 대하여 관심이 쏠렸다. ACOA는 가족이 알코올 의존증 환자의 치료에 집중하여 정서적 관심은 등한시되었기에, 낮은 자존감과 굴욕감을 가지게 되어 타인에게 필요로 하는 사람이 되는 걸로 자존심을 채우거나, 타인을 지배하여 자신감을 얻는 공의존적 경향이 형성되어 유기공포(fear of abandonment)로부터 공의존•기학(共依存·嗜虐) 경향이 발생한다.

### 성인아이 원인의 확장
알코올 의존은 중독(addiction)이지만, 약물 의존증 등 다양한 중독의 근원에 알코올 의존증과 같은 공의존이 있는 것으로 보인다. 공의존•기학하는 사람 있는 가정의 부모자식 관계에는 알코올 문제 가족과 같은 문제가 보여서 다양한 역기능가정(dysfunctional family)에서 자란 사람(ACOD)도 ACOA와 같은 문제를 안고 있다고 보게 되었다.
성인아이라는 말은 역기능가족에서 자랐으며 부모의 학대나 신체적 폭력을 받고 자란 사람도 가리키게 되었다. 이런 사람들은 공의존•기학 경향으로서 알코올이나 약물 등 물질중독(substance addiction), 도박이나 일중독 등의 행동 중독(behavioral addiction), 이성관계나 부모자식관계 등의 관계중독(relationship addiction)에 빠질 가능성이 있다. 성인아이의 원인이 알코올 문제 가족에만 한정되지 않게 되면서, 자신이 성인아이라고 생각하는 사람이 많아졌다.

## 역사

### 미국
성인아이 개념은 캐나다의 마가렛 코크(R. Margaret Cork)의 『잊혀진 아이들 :
알코올 의존증 부모의 아이들에 관한 연구(The Forgotten Children: A Study of Children with Alcoholic Parents)』(1969)에서 시작되었다. 그러나 이 책이 나온 당시에 성인아이라는 말은 사용되지 않았다.
Adult Children of Alcoholics라는 말은 1960년대말에서 1970년대 사이에 미국 사회복지원조 등 케이스워크 현장 사람들이 자신의 경험에서 만든 새로운 개념으로, 학술용어는 아니었다. 1974년, 미국에서 '국가 알코올 남용 및 중독 연구소(National Institute on Alcohol Abuse and Alcoholism, NIAAA)'가 알코올 문제 가족에서 자란 아이들의 연구를 시작하였고, 1979년 연구소에서 국내 회의를 개최하여 관심이 넓어졌다.
1981년 클라우디아 블랙(Claudia Black)의 자기계발서 『It Will Never Happen to Me! Children of Alcoholics: As Youngsters - Adolescents - Adults』, 1982년 자넷 제링거 워티츠(Janet Geringer Woititz)가 자기계발서 『Adult Children of Alcoholics』를 출판하여 베스트셀러가 되었으며, 1985년 웨인 크리츠버그(Wayne Kritsberg)가 『The Adult Children of Alcoholics Syndrome』을 간행하였다. 이런 책의 유행으로 성인아이라는 용어가 정착하면서 1980년대 성인아이가 큰 인기를 끌었다.
1980년대후반에는 알코올 문제 가족뿐 아니라, 약물이나 도박 등의 의존증, 과식, 거식, 폭력, 은둔형외톨이 등의 중독이 추가되어 다양한 문제를 안고 사는 아이들에 안심하면서 생활하지 못하는 역기능가족에서 자란 사람도 알코올 문제 가족에서 자란 사람과 동일한 문제를 안고 있다고 보게 되었다. 여기서 이 두 개념을 구별하기 위하여 ACOA와 ACOD 등이 사용되었다. 1980년대 성인아이 치료 그룹이나 자원봉사 그룹이 많이 생겼다.

## ACOA의 인상 유형
클라우디아 블랙은 1982년 저서에서 ACOA의 좌절이나 장애에 대하여 유년기시절 역기능가족에서의 행동으로 거슬러올라가 분석하였는데, 알코올 문제 가족 자녀들은 암묵적 룰로서 '말하지마, 믿지마, 느끼지마'라는 신념을 가진 경우가 많았다고 한다. 또한 블랙은 ACOA의 유년기시절 가정에서의 역할을 '책임지는 자', '순응자', '달래는 역', '행동화하는 아이' 네 유형으로, 미국의 심리치료사 웨인 크리츠버그는 여섯가지 유형으로 나눠 분석하였다. 이런 유형 분류는 임상에서 성인아이의 '인상', 즉 당시 미국에서 성인아이로 불린 사람들의 유년기 성격 경향을 우선 종합한 것이지만, 이러한 타당성이나 신뢰성을 확인한 연구는 적으며 임상에서 확인한 것도 충분하지 않다.
영웅(Hero)

가족 안팎으로 평가받으며, 가족이 활약을 기대하는 것에 대해 지나치게 응하려고 한다. 자신의 활약으로 식어버림 부모의 관계가 일시적으로 좋아지게 하고자 지나치게 애쓴다.
희생양(Scapegoat)

관심을 끌기 위해 비호감의 행동을 한다. 한 집안의 부정적인 부분을 짊어지고 '이 아이마저 없으면 모든 걸 그대로 다 받아들여야 한다'는 환상을 다른 가족이 안고 있기에 가족 붕괴를 막을 역할이 된다. 비행을 저지르는 듯하지만 사실은 이런 유형일 수도 있다. 영웅의 반대 유형이다.
잃어버린 아이(Lost one)

돋보이지도 않고 조용히 행동하여 가족 사이에서 거의 잊혀진 존재이다. 가족의 인간관계로부터 거리를 취하여 마음을 지키기 위한 행동인 것이다.
광대(Mascot, Clown)

화해자 아종이다. 광대같은 행동으로 가족 사이의 긴장을 완화하는 윤활유 역할로서 가족의 시야를 문제로부터 벗어나게 한다. 표면적으로는 애완동물처럼 귀여움을 받는다.
화해자(Placater)

가족 중에서 어두운 얼굴을 하고 있는 사람 달래주거나 도와주면서 카운셀러 같은 역할을 한다.
원조자 혹은 조장자(Enabler)

다른 가족구성원에게 봉사하는 것으로 자기 문제를 직면하는 것을 회피한다. 가족 안에서 부모 역할을 하기에 '거짓부모'라고도 불리는데, 보통은 첫째가 이런 역할을 하는 경우가 많으며, 첫째가 다른 유형이 되는 경우 그 다음 자녀가 원조자가 되는 경우도 있다. 역할을 제대로 못하는 엄마를 대신하는 것으로 아버지와 정서적 근친상간(emotional incest)이 되는 경우도 있다.
일본트라우마서바이버스유니온(日本トラウマ・サバイバーズ・ユニオン, JUST)은 크리츠버그의 여섯 유형을 ACOA가 아닌 ACOD 유형으로 소개하고 있지만, 모든 유형에서 공통된 것은 자기 상황이 아닌 부모의 기분이나 집안 분위기를 우선하여 행동한다고 서술하고 있다.

## ACOD의 특징적 징후
의사 다케무라 미치오(竹村道夫)는 성인아이에 특징적인 징후로서 다음 사항들을 제시한다. 이러한 근거나 연구 및 검증 유무는 명확하지 않다.
- 자기 판단에 자신을 가지지 못한다.
- 항상 타인의 찬성과 칭찬을 필요로 한다.
- 자기는 타인과 다르다고 확신하기 쉽다.
- 상처받기 쉽고 은둔형외톨이 경향이 있다.
- 고독감과 자기소외감
- 감정기복이 심하다.
- 일을 끝까지 해내기 어렵다.
- 습관적으로 거짓말을 한다.
- 죄책감을 가지기 쉽고 자기응징적이거나 자학적이다.
- 지나치게 자책하면서도 무책임하다.
- 자기감정의 인식, 표현, 통제가 서툴다.
- 감당하기 어려운 일에 과민반응한다.
- 타인을 돌보는 것에 열중하기 쉽다.
- 필요 이상으로 자기희생적이다.
- 일에 몰두하기 쉽고 방향전환이 어렵다. 충동적이고 행동적이다. 이로 인해 트러블이 자주 생긴다.
- 타인에게 의존적이다. 또한 역으로 극단적으로 지배적이다.
- 안정을 찾는 것이 불가능하다.

## 심리학 분야와의 관련성

### 역기능가족
성인아이가 자란 가족에는 가족 문제를 인정하지 않는 부인, 예상치 못한 사태에 대하여 마음을 닫는 경직성, 나쁜 사건이나 그때의 기분을 가족에게도 누구에게도 말하지 않는 침묵, 문제가 외부에 알려지지 않도록 하는 고립이라는 룰이 보인다. 부인은 정상과 비정상의 판단의 어려움이나 자신의 감정 부인을 말한다. 경직성은 감정의 미숙과 결핍을 말한다. 침묵과 고립은 친밀한 인간괸계를 구축하는 것의 어려움을 아이들에게 가져다 주는 것이다.
가족기능 상태는 아이의 억압, 불안, 신경증적 경향과 관련 있다고 지적된다. 성인아이연구의 임상연구는 불충분하다. 모로이 가츠히데(諸井克英)는 2007년 「가족기능인지와 성인아이경향(家族機能認知とアダルトチルドレン傾向)」에서 워티츠가 제시한 성인아이의 특징에 따른 경향척도를 작성하여 사회심리학 관련 강의를 수강하고 있는 여대생 179명에게 앙케이트조사를 실시하여 분석하였고, 일반 청년에게 성인아이 특징이 어느 정도 들어맞는지를 조사하여 결과를 해석하였다. 가족의 응집력이 높은 경우(가족의 유대가 강한 경우) 자기에 대한 긍정적 평가가 길러지고 성인아이경향이 억제된다. 그러나 가족 유대가 희박하다 해서 반드시 부전증후를 발생하게 하는 것은 아니다. 유연성이 부족한 가족은 상황에 대한 유연성을 상실하여 변화하는 상황에 대하여 자신의 판단에 확신을 가지지 못하고 되는대로 맡겨버리게 된다. 가족간 의사소통이 원활하지 못하면 친밀한 대인관계 구축이 어렵게 된다.
한편, 자녀들도 학교나 가족 등 다양한 환경에 적응하여 성격을 수시로 수정하면서 성장하는 것으로 알려져 있지만, 광범위한 선행연구에서는 장기적인 성격 발달에 있어 부모 영향은 거의 남아있지 않는다고 결론지어져 있다. 다만 발달심리학(development psychology)에 있어 특정 문제나 사회화 논의를 주축으로 하여 검토된 결론이다. 자녀가 부모로부터 정서적인 관심을 받지 않은 혼란한 가족에서 자란 것이 항상 나쁜 결과가 되는 것은 아니라는 데이터(11살부터 중년까지의 반복추적조사)도 있으며, 유년기의 부정적인 경험이 이후 인생을 그대로 결정하는 것도 아니다.

### 내면아이
성인아이의 회복방법으로 내면아이(Inner child)라는 개념이 널리 채용되고 있다. 마음의 상처를 입기 전에 순진무구한 자기 부분이라는 의미의 비유적 표현으로, 뉴에이지(New Age)•정신세계•영성(Spirituality) 계통에서 자주 사용된다. 성인아이론에 큰 영향을 준 찰스 위트필드(Charles Whitfield)는 성인아이의 어려움은 '거짓된 자기(false self, 공의존적 자기)' 때문이며 '진정한 자기(real self, true self)'인 내면아이(Child within)를 성장시킬 필요가 있다고 하였다. 과거를 거슬러 올라가서 어렴풋한 혹은 억압된 유아체험 기억을 되불러오는 과정을 통하여 내면아이를 기르는 것이 가능하다 보고, 이에 따라 과거와 결별할 수 있다는 것이다. 내면아이를 성장시키는 행위는 '내면아이를 치유한다'고도 표현되며, '마음의 상처를 치유한다'는 행위도 '내면아이를 치유한다'고 표현된다.
성인아이 논의에 있어 아이는, 돌봄을 받고 양육되는 것을 바라고 필요로 하는 무력한 유아로 본다. 이는 근대초기까지의 아이관과는 완전히 다른 것이며, 장 자크 루소(Jean-Jacques Rousseau) 이후 '아이는 순진무구하다'는 이해와 가깝다. 치유되어야 하면서도 상처 입기 쉬운 내면아이가 진정한 자기라는 레토릭에선 아이의 무력함과 수동성이 강조되지만, 실제로 존재하는 아이의 능동적 면모, 부모나 환경의 상호작용, 유전적 요소는 고려되어 있지 않다.

### 모라토리움기간 출현에 의한 라이프코스의 어긋남
노부타 사요코(信田さよ子) 등 성인아이라는 말을 보급한 전문가들이 시간축상에서의 자기 위치 확인에 도움이 된다고 한 것으로부터, 나고야시립대학(名古屋市立大学) 안도 키와무(安藤究) 교수는 모라토리움기간(혹은 탈청년기, 즉 청년 유예 기간) 출현에 의하여 성인기가 미뤄지게 되고, 기존의 연령규범과 새로운 라이프코스(life course) 패턴에 어긋남이 발생하여 인생에서 현재 자기 위치를 확인하는 사회장치가 기능부전에 빠지면서 성인이 되는(청년기에서 성인기로의 이행) 때에 제대로 작동하지 않는 것이 성인아이 붐의 한 원인이라고 하였다.
이 어긋남이 젊은이에게 '어른이지만 어른이 되지 못하는' 불안감을 낳게 하여, 이들이 성인아이라는 말을 접하면, 그 어감으로부터 어른이 되지 못하는 자기 문제를 거기에 중첩시킨다. 사회적•경제적 요인으로 인해 길어진 모라토리움기간에서의 의존욕구 및 승인욕구, 그리고 성인아이 특성으로 인해 낮아진 자존감으로 생긴 승인욕구, 이 둘은 일견 구별하기 어렵다. 이로 인해 배경이 다름에도 자기에게도 성인아이 특징이 맞는 것처럼 보이고 자신도 그럴 것이라고 생각한다. 그리고 성인아이라는 프레임에서 과거를 돌아보고, 근대가족이라는 역기능가족에서 자랐다는 문제를 발견하여 자신은 성인아이라고 확신한다. 안도 교수는 이렇게 치료수단이었던 성인아이 이야기는 젊은이에게 자기 이야기로 소비되고 진실화되고 사회에 대량으로 유통되어 붐이 된 것이라고 지적한다.

## 영향

### 심리학
학술적 심리학에 비하여 상대적으로 속류심리학(pop psychology) 측면이 있다. 의료 범주에 속하지 않는 인생관이나 도덕까지 다루고 있어 일부 사람들은 이를 강력하게 지지하며 대중문화(pop culture)로까지 확장되고 있다.

### 사회운동
성인아이•중독에서 회복되는 것을 목표로 하는 운동은 부모나 사회에서의 지배나 마인드컨트롤로부터의 해방일 목표로하는 부분이 있으며, 피해자고백 문화나 커밍아웃 문화라고도 할 수 있다. 마이너리티 문화와도 공통된 부분이 있으며 같은 고통을 나누고 이야기하는 측면에서 반컬트운동이나 컬트2세신봉자 네트워크에도 가깝다. 영적인 회복을 목표로 하기도 한다. 그러자 외부자 참가가 어렵고 마이너리티 존중이라는 사회적 흐름도 있어 성인아이•중독 등의 커밍아웃 문화의 사회적 조사는 어렵다.

### 개종
성인아이 개념은 삶의 고통을 안고 사는 사람들이 새로운 정체성을 획득하는 것이기에, 자기고백에 의한 새로운 정체성 획득이라는 측면에서 종교 개종괘 유사한 기능이 있다.

### 아이관
일본의 경우, 성인아이 붐을 주도한 사이토 마나부(斎藤学) 등은 성인아이론에서 근대가족으로 그 병리원인을 찾고 비판하면서, 무력한 아이를 보호하고 감독하는 가족의 역할을 중요시하고 배타적 영향력을 강조하였다. 반대로 안도 키와무는 전형적인 근대가족으로 회귀하는 관성이 생겨서 어린아이 성장에 영향을 주는 가족 이외의 타자 범위의 이미지를 좁혔다고 지적한다.

## 문제점
성인아이 개념은 원래 자기를 인식하고 이야기하려는 실천적 도구이자, 자신에 대한 이해의 깊이를 깊게 하려는 자각용어였으나, 객관적으로 정의할 수 있는 개념인 것처럼 다뤄지거나 타자를 낙인찍는데에도 사용되는 등의 문제가 발생했다. 일본 이바라키대학(茨城大学) 가토 아츠시(加藤篤志)는 성인아이에 긍정적인 잡지기사에서도 성인아이가 주관적인지 객관적 정의가 가능한 건지가 애매하며, 성인아이는 병명도 낙인도 아니다라고 주장하는 사이토 마나부나 노부타 사요코 등 전문가들도 '스스로를 성인아이라고 규정한다'는 것과 '스스로가 성인아이라는 것을 발견한다'는 것 사이에 혼동이 발견된다고 지적한다. 사이토는 1998년 '성인아이(アダルトチルドレン)' 대신에 '트라우마서바이버(トラウマサバイバー)'를 사용하겠다고 선언하였지만, 가토는 어떤 용어를 사용하든 상관없이 민감한 논의가 이뤄지지 않으면 문제는 반복된다고 지적하였다.
성인아이 비판으로서, 이런 혼동이 가져오는 이론적 실천적 문제가 지적되는 경우가 많았다. 의료관계자, 매스컴, 지식인 등이 비판을 전개하였으며, '무엇이든 부모탓을 하라'거나 '유행이니 나도 성인아이라고 할까' 등의 무지한 태도에 대한 비판부터, 역기능가족의 척도 지표가 없는 등 [[근거중심의학]]에 관한 것까지 다양한 비판이 나왔다.
일본의 경우 미국처럼 단계적으로 개념을 받아들이지 않아서, 문제 해결의 출발점으로서의 성인아이 개념을 최종목표라고 생각하여 '나는 성인아이니까 이런 건 못 하는게 당연하다'는 식의 태도돌변을 불러오며, 자신이 피해자라고 주장하기 위해 개념을 남용하거나 오용하게 되었다. 이러한 숙명론적 태도는 성인아이 붐에서 파생된 독친(毒親) 규탄 붐에서도 반복된다.

## 같이 보기
- 역기능가정